# Bob and weave

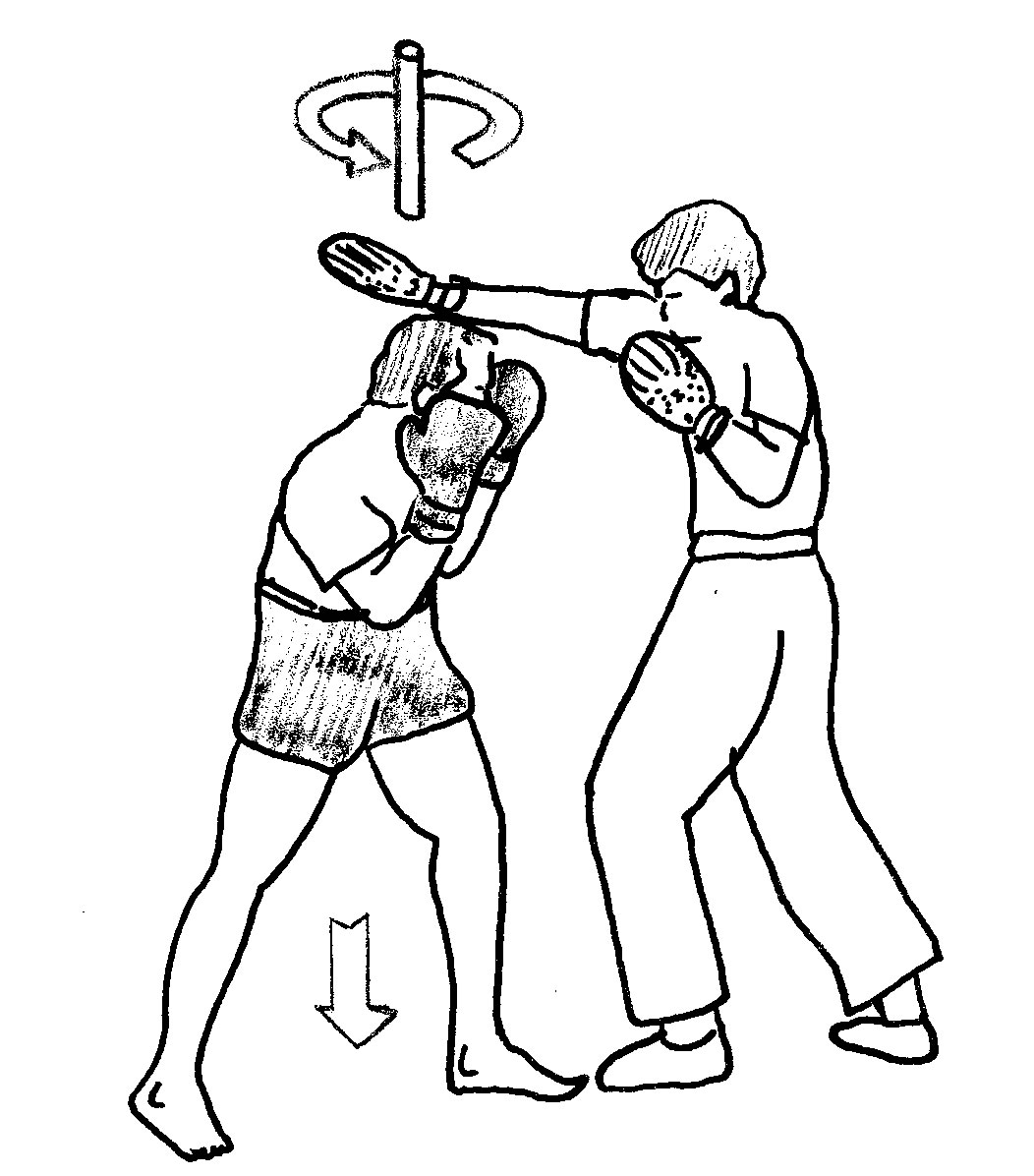
Bob e weave

Nel pugilato, il bobbing e weaving è una tecnica difensiva che consiste nello spostare la testa sotto o lateralmente ad un pugno in arrivo. Quando arriva il pugno dell'avversario, il combattente piega rapidamente le gambe e contemporaneamente sposta leggermente il corpo a destra o a sinistra. I pugili in genere iniziano a muoversi verso sinistra, poiché la maggior parte degli avversari ha una posizione ortodossa e quindi colpisce prima con un jab sinistro. Gli errori più comuni commessi con questa tecnica sono quelli di piegarsi in vita, o troppo in basso, muoversi nella stessa direzione del pugno in arrivo .